# О’Мэйони, Джозеф
Джо́зеф Кри́стофер О'Мэ́йони (англ. Joseph Christopher O'Mahoney; 5 ноября 1884 года, Челси, Массачусетс, США — 1 декабря 1962 года, Бетесда, Мэриленд) — американский журналист, юрист и политик. Сенатор США от Вайоминга (1934—1953, 1954—1961). Член Демократической партии США.

## Ранняя жизнь и карьера
Родился в Челси  в многодетной семье (11 детей) ирландских иммигрантов Денниса и Элизабет (урождённая — Шиэн) О'Мэйони. Его отец, приехав в США в 1861 году, работал скорняком и в годы Гражданской войны служил в 28-м пехотном полку Массачусетса. Первоначальное образование он получил в Латинской школе Кембриджа. С 1905 по 1907 год, начиная работать журналистом, он посещал Колумбийский университет. Он был репортёром Cambridge Democrat до переезда в Боулдер, где он с 1908 по 1916 год работал в Herald.  В 1913 году он женился на Агнес Веронике О'Лири (1885—1963), дочери иммигрантов с его исторической родины.
В 1916 году он переехал в Шайенн для назначения на должность редактора газеты State Leader, владельцем которой был губернатор Вайоминга Джон Кендрик, и благодаря чему определилось его будущее. Хотя на выборах 1912 года он поддерживал Теодора Рузвельта, в том же году переориентировался к демократам. В марте 1917 года вместе с Кендриком уехал в Вашингтон, где тот получил место в Сенате США, и в течение трёх лет был исполнительным секретарём последнего. Работая в столице, он решил поступить в Школу права Джорджтаунского университета. В 1920 году он получил степень бакалавра права и был принят в коллегию адвокатов штата Вайоминг. Он также вошёл в мужское социально-академическое братство Phi Sigma Kappa. Вернувшись в Шайенн, он открыл юридическую практику. Он был особенно активен в юридических вопросах, связанных с законом об аренде полезных ископаемых и, благодаря своей работе, узнал о готовящихся сделках по аренде месторождений рядом с Teapot Rock; он призвал сенатора Кендрика провести расследование этих договоров аренды, которое привело к громкому скандалу. Он всё более активнее принимает участие в политике демократов, занимая ответственные посты: с 1922 по 1930 год — заместителя председателя Демократической партии Вайоминга, с 1924 по 1932 год — делегата съездов демократических штатов, с 1925 по 1926 год — членом (от Вайоминга) Конференции по унифицированным законам, с 1929 по 1931 год — прокурора Шайенна.
В 1929 году он был избран членом Национального комитета Демократической партии США, проработав там до 1934 года. В 1932 году он стал делегатом Национального съезда Демократической партии США в Чикаго, выдвинувшего кандидатом в Президенты США Франклина Рузвельта: на всём его протяжении он был членом подкомитета, где участвовал в подготовке политической платформы партии. По окончании работы съезда он занимает должность заместителя председателя предвыборного комитета. В качестве поощрения за деятельное участие в работе съезда, в марте 1933 года он был назначен 53-м генеральным почтмейстером США Джеймсом Фарли своим первым помощником.

## Сенат США
18 декабря 1933 года для заполнения вакансии в Сенате США после смерти Кендрика был назначен 17-м губернатором Вайоминга Лесли Миллером на его место. В 1934 году, баллотируясь на выборах в 74-й Конгресс, он был избран, набрав 56.6 % голосов и опередив на 3.14 % своего конкурента от республиканцев, конгрессмена Винсента Картера. В 1940 году он баллотировался в 77-й Конгресс вместе с Милуордои Симпсоном и которого опередил на 17.48 %, набрав 58.74 %. На выборах 1946 года в 80-й Конгресс он был во второй раз переизбран, на 12.42 % опередив Гарри Хендерсона, набрав 56.21 %.
В начале своего пребывания в Сенате США он поддерживал большинство программ «Нового курса», за  исключением «плана судебного уплотнения». Он заслужил репутацию жёсткого противника большого бизнеса и монополий и принимал активное участие в антимонопольном законодательстве. Одним из его первых шагов в качестве сенатора было принятие законодательства, требующего федерального лицензирования для корпораций, занимающихся торговлей между штатами. Он был ведущим сторонником создания Временного национального экономического комитета, который он возглавлял с 1938 по 1941 год. Он также поддерживал законодательство в области шерсти, крупного рогатого скота, нефти и охраны природы, а также спонсировал проект по рекультивации Каспер-Алькова. Он был председателем Комитетов по делам индейцев (1943—1947]]) и по внутренним и островным делам (1949—1953). сопредседателем Объединённого комитета по экономическому отчёту (1949—1953).
В 1944 году он был в числе двенадцати кандидатов в Вице-президенты США, выдвинутых на Национальном съезде Демократической партии США в ходе избирательной кампании. В 1948 году он снова рассматривался кандидатом в Вице-президенты США, но выбор был сделан в пользу Олбена Баркли. В 1952 году, баллотируясь на специальных выборах в 83-й Конгресс, уступил на 3.28 % действующему губернатору Вайоминга Фрэнку Бэррету, набравшему 51.64 %. После этого он вернулся к частной юридической практике в Вайоминге. Однако после неожиданного самоубийства сенатора Лестера Ханта в июне 1954 года, он был избран на специальных и очередных выборах в Сенат США, набрав 51.56 % и 51.53 % и опередив на 5.55 % и 5.58 %, соответственно, своего конкурента, конгрессмена Уильяма Гаррисона.
По возвращении в Сенат он стал решительным противником контракта Диксона-Йейтса, который предусматривал строительство частной компанией электростанции для обеспечения энергией Администрации долины реки Теннесси взамен электроэнергии, которую Администрация продала Комиссии по атомной энергии США. Он выступил инициатором законодательства, требующего от «концентрированных отраслей промышленности» публичного уведомления и обоснования повышения цен, запрещающего автопроизводителям управлять финансовыми фирмами, предоставления статуса штата Аляске и Гавайям, а также требования от кандидатов на должности федеральных судей приносить присягу перед подтверждением того, что они не будут выносить решения, противоречащие Конституции США. Его поддержка судов присяжных по делам о гражданских правах помогла в 1957 году получить достаточно голосов для принятия закона о гражданских правах. В 1958 году в числе 47 демократов в Сенате США голосовал против утверждения кандидатуры Льюиса Штраусса на пост Секретаря Департамента торговли США. Одним из последних внесенных им законопроектов было упразднение органа округа Колумбия по установлению страховых тарифов, который, по его мнению, гарантировал высокие тарифы страховым компаниям и не заботился об общественном благосостоянии.
За всю историю появлений в Сенате США он не так часто участвовал в поимённых голосованиях. Он пропустил 564 из 3386 из них, что составило  16,7 %.

## Поздняя жизнь и смерть
После перенесенного инсульта в июне 1959 года он принял решение не добиваться переизбрания в 1960 году. 29 августа 1960 года он произнёс свою последнюю речь в стенах Сената США; сенатор от Орегона Уэйн Морс привёз его на инвалидной коляске и предсказал, что О'Мэйони запомнят как «самого эффективного и способного» сенатора, пытавшегося защитить свободное предпринимательство.
Бывший сенатор возобновил свою юридическую практику в Вашингтоне и Шайенне.
Его не раз упоминали как «человека, который говорит от имени широких просторов Вайоминга с бостонским акцентом».
Он скончался 1 декабря 1962 года в военно-морском госпитале в Бетесде в возрасте 78 лет и был похоронен на кладбище «Маунт-Оливет» в Шайенне.

## Память
В Шайенне четырёхэтажное здание суда с почтовым отделением в память о сенаторе носит альтернативное название «Федеральный центр Джозефа О'Мэйони», внесённое в 2017 году в Национальный реестр исторических мест США.